# Komínová hlava

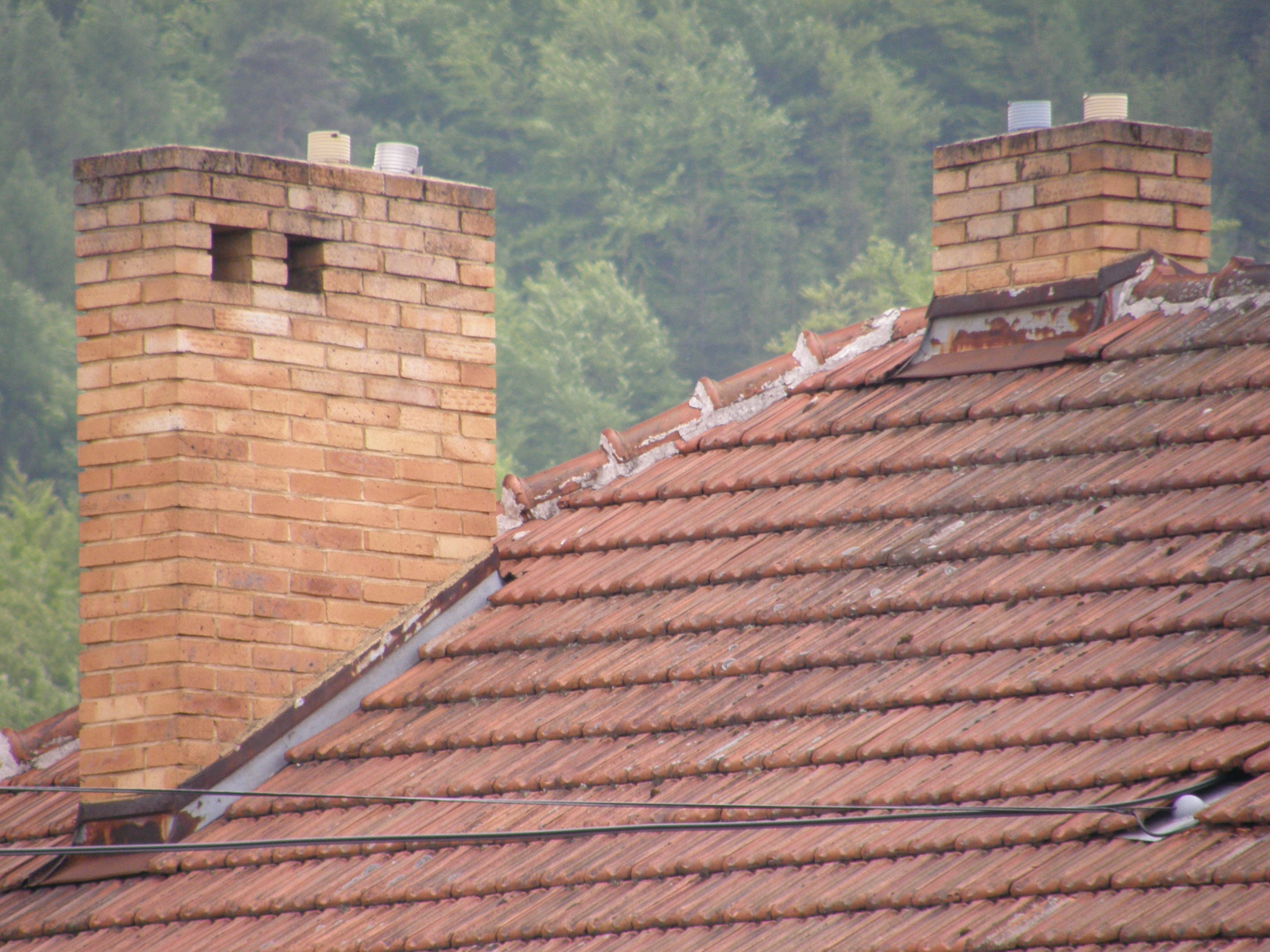
Komínová hlava

Komínová hlava je nejvyšší část komínu umístěná nad střechou.
Komínová hlava je někdy ukončena krycí deskou z betonu nebo železobetonu o tloušťce minimálně 8 cm a sklonu 1:15. Případně může být chráněna komínovou stříškou. Na boční stěně je označeno podlaží, napojení sopouchu a druh paliva. Komínový nástavec má průřez totožný s komínovým průduchem a zasahuje minimálně 20 cm do komínové hlavy.